# 新闻与传播研究
新闻与传播研究（Journalism & Communication）是一份由中国社会科学院主管、中国社会学科学院新闻与传播研究所主办的中文核心期刊，該期刊创刊于1994年。期刊主要发表中華人民共和國新闻学和传播学研究相關論文。期刊的主要栏目有马克自思主义新闻学、媒介制度研究、媒介法研究、媒介政策研究、媒介道德研究、媒介政治学研究、新媒介及媒介技术发展研究、大众传播学研究等。